# 제7회 서울독립영화제
제7회 서울독립영화제는 1981년 7월 20일에 열린 시상식이다.

## 수상 및 후보

### 최우수작품상
- 노인과 소녀 - 이윤옥 수상

### KT&G상상마당상
- 키네스타시스 코리언시네마 - 황정원 수상
- 심상 - 박종수 수상

### 기획상
강정길 수상

### 촬영상
- 작품 - 정상윤 수상

### 편집상
- 키네스타시스 코리언시네마 - 이정태, 황정원 수상

### YES24상
- 뫼비우스의 딸 - 김의석 수상